# ايفان تايلور
ايفان تايلور (بالإنجليزية: Evan Taylor)‏ (و. 1989  م) هو لاعب كرة قدم، من جامايكا، مركز لعبه هو لاعب وسط.

## روابط خارجية
- ايفان تايلور على موقع قاعدة بيانات كرة القدم.إي يو (الإنجليزية)
- ايفان تايلور على موقع ناشيونال فوتبول تيمز (الإنجليزية)
- ايفان تايلور على موقع Soccerway.com (الإنجليزية)
- ايفان تايلور على موقع AS.com (الإسبانية)